# Kai (catch)
Pour les articles homonymes, voir Kai.
Atsushi Sakai (酒井篤, Sakai Atsushi) (né le 20 mai 1983 à Yokohama), est un catcheur japonais connu sous le nom de Kai. Il travaille actuellement à la All Japan Pro Wrestling.
Il s'est fait auparavant connaître à l'All Japan Pro Wrestling (AJPW) où il est double champion du monde poids-lourds junior AJPW, vainqueur des éditions 2008 et 2011 du tournoi Junior Heavyweight League.

## Carrière

### Entraînement 2002-2007
Sakai s'entraîne pendant deux ans et demi après d'Animal Hamaguchi avant de faire un essai à l'All Japan Pro Wrestling en 2006. Il rejoint alors l'école de catch personnelle de Keiji Mutō qui l'entraîne avec Kaz Hayashi.

### All Japan Pro Wrestling (2007-2013)
Le 23 octobre, il perd son titre contre Kenny Omega. Le 4 décembre, lui et Seiya Sanada remportent le World's Strongest Tag Determination League (2011) en battant Masakatsu Funaki et Masayuki Kōno en finale. Le 3 janvier 2012, ils perdent contre Dark Ozz et Dark Cuervo et ne remportent pas les AJPW World Tag Team Championship. Le 27 mai, il  bat Kenny Omega et remporte pour la deuxième fois le AJPW World Junior Heavyweight Championship. Le 1er juin, il retourne aux États-Unis, où lors de PWS Five Year Anniversary Weekend - Tag 1, lui et The Great Muta battent Anthony Nese & Sami Callihan. Lors de PWS Five Year Anniversary Weekend - Tag 2, son match contre Anthony Nese se termine par un match nul, de ce fait, il ne remporte pas le PWS Tri State Championship. Le 12 août, il perd le AJPW World Junior Heavyweight Championship contre Hiroshi Yamato. Le 27 août, la All Japan a annoncé que Kai allait prendre une pause indéfinie de la concurrence dans le ring alors qu'il se prépare à quitter la division des poids lourds juniors pour devenir un lutteur poids lourd.
Le 23 février 2013, la All Japan Pro Wrestling a annoncé que Kai ferait son retour sur le ring et ses débuts comme un poids lourd le 17 mars contre Seiya Sanada,,. Le 17 mars, il bat Seiya Sanada dans son premier match chez les poids lourds,,.

### Wrestle-1 (2013-2016)
Le 10 juillet 2013, il est annoncé à la Wrestle-1, la nouvelle fédération créée par Keiji Mutō,,. Lors du show inaugural du 8 septembre, il bat Seiya Sanada. Après le match, Kai a annoncé qu'il allait devenir l' «as» de la Wrestle-1, répétant une demande qu'il avait faite à la conférence de presse de la veille,. Lors du show du 15 septembre, il perd contre Seiya Sanada dans un match revanche,.
Lors de Kaisen: Outbreak, il perd contre Magnus et ne remporte pas le TNA World Heavyweight Championship.
Le 13 février, il bat le représentant de la Pro Wrestling Zero1 Masato Tanaka et annonce qu'il est maintenant prêt à défier Keiji Mutō pour le Wrestle-1 Championship,,.
Le 4 mai 2016, il bat Yuji Hino et remporte pour la troisième fois le Wrestle-1 Championship. Le 8 juin, il conserve son titre contre Shotaro Ashino. Le 11 août, il perd le titre contre Daiki Inaba. Le 27 août, lui, Hiroki Murase et Shota perdent contre Andy Wu, Daiki Inaba  et Seiki Yoshioka et ne remportent pas les UWA World Trios Championship.

### Dramatic Dream Team
Le 3 juillet 2016, lui et Ken Ohka battent Daisuke Sasaki et Shuji Ishikawa et remportent les KO-D Tag Team Championship.

### Dragon Gate (2018-...)
Lors de Dangerous Gate 2018, il bat Shingo Takagi,.
Le 12 janvier 2019, Yamato et lui battent R.E.D (PAC et Yasushi Kanda), puis après le match, Yamato lui propose de rejoindre Tribe Vanguard, ce qu'il accepte et il devient donc le septième membre de Tribe Vanguard.
Le 28 avril, lui et Yamato battent R.E.D (Big R Shimizu et Ben-K) et remportent les Open the Twin Gate Championship. Lors de Kobe Pro-Wrestling Festival 2019, ils perdent les titres contre R.E.D (Eita et Big R Shimizu) dans un Triple Threat Elimination Match qui comprenaient également Kaito Ishida et Naruki Doi.

#### Heel Turn et R.E.D (2020–2022)
Lors de Dangerous Gate 2020, il participe au Steel Cage Survival Six Way Match qui comprend également BxB Hulk, Eita, Masato Yoshino, Yamato et Big R Shimizu durant lequel il trahit Yamato pour s'échapper en premier de la cage et rejoindre R.E.D,.
Lors de Kobe Pro Wrestling Festival, lui et BxB Hulk battent Dragon Gate (Yamato et Kota Minoura) et remportent les vacants Open the Twin Gate Championship. Lors de Gate Of Origin 2020, ils conservent les titres contre Dragon Gate (Yamato et Kzy),. Lors de Final Gate 2020, ils conservent les titres contre Don Fujii et Masaaki Mochizuki.
Lors de Final Gate 2021, il bat Yamato et remporte le Open the Dream Gate Championship,.

#### Z-Brats (2022-...)
Le 5 février, à la suite du départ d'Eita, H.Y.O et SB KENTo ont décidé de changer le nom du clan qui s'appellera dorénavant Z-Brats, afin de se démarquer du concept de RED créé par Eita. Plus tard dans la soirée, il conserve son titre contre Takashi Yoshida. Le 30 juillet, il perd son titre contre Yuki Yoshioka.
Lors de The Gate Of Destiny 2022, lui, ISHIN et Shun Skywalker battent M3K (Masaaki Mochizuki, Susumu Mochizuki et Mochizuki Junior) et remportent les Open the Triangle Gate Championship.

## Palmarès
- All Japan Pro Wrestling
  - 2 fois AJPW World Junior Heavyweight Championship
  - 1 fois AJPW World Tag Team Championship avec Kengo Mashimo
  - Junior League (2008, 2011)
  - Junior Tag League (2011) avec Kaz Hayashi
  - World's Strongest Tag Determination League (2011) avec Seiya Sanada

- Dramatic Dream Team
  - 1 fois KO-D Tag Team Championship avec Ken Ohka[32]

- Dragon Gate
  - 1 fois Open the Dream Gate Championship
  - 2 fois Open the Triangle Gate Championship avec Ishin et Shun Skywalker (1) et Ishin et Yoshiki Kato (1, actuel)
  - 3 fois Open the Twin Gate Championship avec Yamato (1) et BxB Hulk (2)

- Pro Wrestling Zero1
  - 1 fois NWA Intercontinental Tag Team Championship avec Yusaku Obata
  - Furinkazan (2016) avec Yusaku Obata

- Wrestle-1
  - 3 fois Wrestle-1 Championship
  - TNA World Heavyweight Championship Challenger Tournament (2014)

## Récompenses des magazines
- Pro Wrestling Illustrated

| Année | 2012 | 2013 | 2014       | 2015 | 2016 | 2017 | 2018 | 2019 à 2021 | 2022 |
| ----- | ---- | ---- | ---------- | ---- | ---- | ---- | ---- | ----------- | ---- |
| Rang  | 264  | 244  | Non classé | 186  | 238  | 270  | 219  | Non classé  | 51   |

- Wrestling Observer Newsletter
  - Rookie of the Year (2008)